# Sverige – vårt vackra land
Sverige – vårt vackra land är en svensk dokumentärfilm från 1924 i regi av Lasse Ring och med foto av Carl Hilmers.
Filmen skildrar Skåne och Hälsingland och var tänkt som den första filmen i en serie om svenska landskap (projektet fullbordades dock aldrig). Den hade premiär 11 februari 1924 på biografen Imperial i Stockholm och mottogs väl bland kritikerna.